# Dorsum Scilla
Der Dorsum Scilla ist ein ungefähr 108 km langer Dorsum auf dem Erdmond. Der Name wurde 1976 vom italienischen Geologen Agostino Scilla abgeleitet.